# Formosa Queen
Formosa Queen (ранее Song of Norway, Sundream, Dream Princess, Dream, Clipper Pearl, Clipper Pacific, Festival, Formosa Queen) — круизное судно в собственности компании International Shipping Partners и находящееся в стадии продажи или сдачи в аренду было построено в 1970 года на верфи Wärtsilä в Хельсинки в Финляндии. Судами-близнецами являются Ocean Star Pacific, Oriental Dragon.

## История судна
За свою более чем 40-летнюю историю судно сменило массу названий, сойдя со стапелей 2 декабря 1969 года и будучи принятым в эксплуатацию тогда ещё судоходной компанией Royal Caribbean Cruise Line под названием Song of Norway 7 ноября 1970 года. Судно стало первым новым судном, построенным для RCCL. Первоначально судно имело водоизмещение 18 000 т и брало на борт 724 пассажира. С 30 августа по 26 ноября 1978 года судно было удлинено на 26 метров снова на верфи Wärtsilä. В 1996 года судно было продано в Sun Cruises, которая стала эксплуатировать судно под названием Sundream.

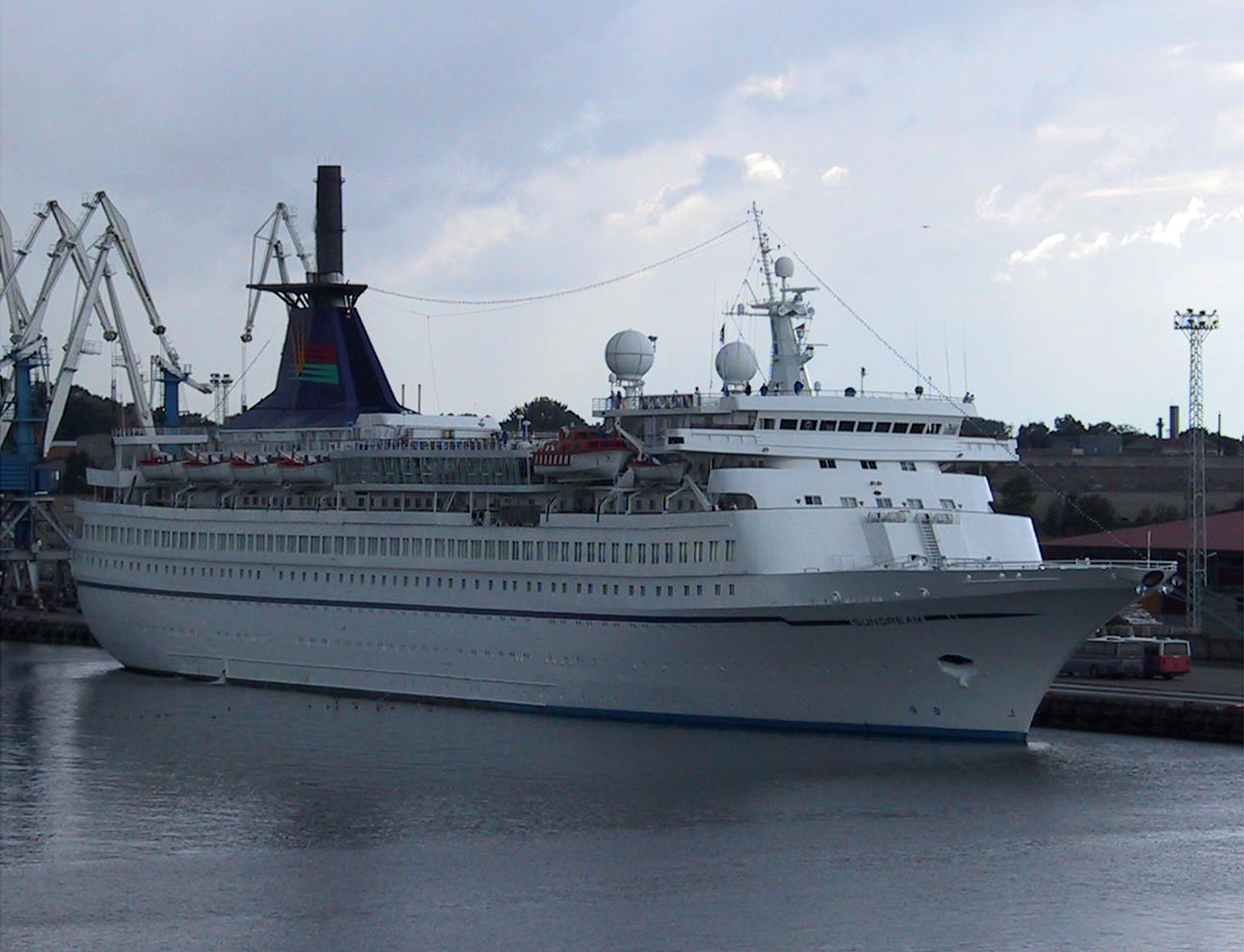
Sundream в порту Таллина (2001)

1997—2004 — Sundream 

2004—2006 — Dream Princess 
   
2006—2007 — Dream 

2007—2008 — Clipper Pearl 

2008—2009 — Clipper Pacific 

2009 — Festival 

2009—2012 — Ocean Pearl 

В настоящее время судно выставлено на продажу компанией International Shipping Partners, которая отменила все запланированные на сезон 2011—2012 круизы. После продажи новым собственником переименованного в Formosa Queen судна стала компания Formosa Queen Corp. Порт приписки — Панама.